# Unión Deportiva Barbastro
La Unión Deportiva Barbastro es un club de fútbol español, de la ciudad oscense de Barbastro, en Aragón. Fue fundado en 1934, y actualmente compite en la Segunda Federación (Grupo II).

## Historia
El club barbastrense fue fundado originalmente el día 2 de octubre de 1934, sin embargo debido a la Guerra civil española, desapareció para ser refundado en el año 1949 bajo el nombre de Club Deportivo Barbastro, denominación que sólo mantendría la temporada 1949-50, la cual competiría en Primera Regional de Aragón, que por entonces sería la máxima categoría regional en Aragón. Con el tiempo se convirtió en uno de los conjuntos históricos de la extinta Tercera División de España, habiendo competido un total de 49 temporadas en la misma, si bien en la temporada 1989-90 debutaría en la Segunda División B de España, y dieciséis años más tarde, para la temporada 2005-06 lograría su segundo ascenso a Segunda B. Toda vez que desapareciera la antigua categoría de bronce, el conjunto del Somontano ascendería a Segunda Federación en la temporada 2022-23, como subcampeón del grupo aragonés de la Tercera Federación.
El derbi regional históricamente siempre fue contra la Sociedad Deportiva Huesca, mayormente cuando la entidad oscense competía en divisiones inferiores a la actual. Igualmente contra el Atlético de Monzón ha existido la misma rivalidad o mayor, debido a la cercanía, y porque los derbis entre ambos se han venido disputando más habitualmente.
La temporada 2023-24 marcaría un hito histórico en la trayectoria del club, llegando a los dieciseisavos de final de la Copa del Rey, eliminatoria en la que se enfrentaría al mismísimo Fútbol Club Barcelona, tras eliminar los de Barbastro, en la anterior ronda a la Unión Deportiva Almería, con un único gol de Fran Carbonell en el Municipal de Deportes. Contra el Barcelona competiría hasta el último minuto, dando una noche memorable para la localidad, que pudo ver como su equipo acabaría el encuentro con un meritorio 2-3, favorbale a los de Xavi Hernández, con goles de Adrià de Mesa y Marc Prat por parte del Barbastro.
Nuevamente, el equipo repetiría este hito un año después, en la temporada 2024-25, alcanzando los dieciseisavos de final de la Copa del Rey. Curiosamente, en esta misma eliminatoria, el equipo volverá a medirse ante el Fútbol Club Barcelona, el día 4 de enero de 2025, tras haber eliminado en las rondas previas, entre otros, al RCD Espanyol de Primera División de España, gracias a un doblete en la segunda parte de Andrés Barrera.

## Uniforme
- Uniforme titular: Camiseta rojiblanca a rayas verticales, pantalón azul y medias rojiblancas.
- Uniforme alternativo: Camiseta negra, pantalón negro y medias negras.

## Entrenadores

### Cronología de los entrenadores
| - 1973-1974: José María Briansó. - 1987-1990: Luis Ausaberri. - 1990-1990: Vicente Piquer. - 2005-2007: David Navarro Arenaz. |  | - 2007-2008: Alex Monserrate. - 2009-2010: Ángel Royo. - 2017-2018: José Luis Florencia. - 2018-2018: Josemi Blanco. |  | - 2019-2021: Dani Martínez. - 2021-2023: Josete. - 2023-Act.: Dani Martínez. |

## Datos del club
| - Temporadas en Segunda Federación: 1. - Temporadas en Segunda División B: 2. - Temporadas en Tercera Federación: 2. - Temporadas en Tercera División: 44. - Mejor puesto en la liga: 20º (temporadas 1989-90 y 2006-07).a - Participaciones en la Copa del Rey: 9. - Mejor puesto en Copa del Rey: 1.ª ronda (en 4 ocasiones). - Mayor goleada conseguida: - En casa: U. D. Barbastro 3 - 1 C. D. Basconia (1989-90).a - Fuera: Villajoyosa C. F. 0 - 2 U. D. Barbastro (2006-07).a - Mayor goleada encajada: - En casa: U. D. Barbastro 0 - 6 U. E. Lleida (1989-90).a - Fuera: S. D. Huesca 4 - 0 U. D. Barbastro (2006-07).a | - Clasificación histórica de la Segunda División B: 321º. - Clasificación histórica de la Tercera División: 30.º. - Más partidos entrenados: David Navarro (40), Ausaberri (20), Piquer (20).b - Más partidos disputados: Alegre (44), Rafa García (41).b - Más minutos: Alegre (3.330), Linares (3.136), Tomás (3.106).b - Más goles: Linares (10), Buil (9).b - Más goles en una sola temporada: Linares (10, en la 2006-07).b - Expulsado más veces: Goñi (4).b Datos referidos a: a Segunda División B. b Segunda División B y Copa del Rey. |

## Palmarés

### Campeonatos nacionales
- Tercera División de España (2): 1988-89 (Grupo XVI) y 2004-05 (Grupo XVI).
- Subcampeón de la Tercera División de España (5): 1990-91 (Grupo XVI), 1991-92 (Grupo XVI), 1996-97 (Grupo XVI), 2005-06 (Grupo XVI) y 2007-08 (Grupo XVII).
- Subcampeón de la Tercera Federación (1): 2022-23 (Grupo XVII).

### Campeonatos regionales
- Regional Preferente de Aragón (2): 1972-73[1] y 1982-83.[2]
- Campeonato de Aragón de Aficionados[3] (1): 1971-72.
- Subcampeón de la Regional Preferente de Aragón (4): 1971-72,[4] 1980-81,[5] 1981-82[6] y 2018-19 (Grupo 1).[7]
- Subcampeón de la Primera Regional de Aragón (1): 1960-61 (Grupo 1).[4]
- Subcampeón de la Copa RFEF (fase regional de Aragón) (3): 2002-03,[8] 2011-12[9] y 2021-22.[10]